# Agnieszka Skalniak-Sójka
Agnieszka Skalniak (nascida em 22 de abril de 1997 em Muszyna) é uma corredora ciclista polaca, membro da equipa Astana Women's team. A sua maior vitória é de campeã da Europa do contrarrelógio juniores em 2015.

## Palmarés

### Por ano
- 2014
  -  Medalha de bronze do campeonato do mundo em estrada juniores
- 2015
  -  Campeã da Polónia em estrada juniores
  -  Campeã da Europa da contrarrelógio juniores
  -  Medalha de bronze do campeonato do mundo em estrada juniores
- 2017
  - 3.º do Campeonato da Polónia da contrarrelógio
  - 6.º do Campeonato Europeu da contrarrelógio esperanças
- 2018
  -     - 2. ª etapa da Tour de Feminin - O cenu Ceskeho Svycarska

  - 10.º do Campeonato Europeu em estrada esperanças
  - 10.º do Campeonato Europeu da contrarrelógio esperanças
- 2019
  - 2.º do Campeonato da Polónia em estrada
  - 9.º do Campeonato Europeu da contrarrelógio esperanças

### Classificações mundiais
| Ano            | 2017 | 2018 | 2019 | 2020 | 2021 | 2022 | 2023 | 2024 |
| -------------- | ---- | ---- | ---- | ---- | ---- | ---- | ---- | ---- |
| UCI Ranking    | 499. | 240. | 286. | 242. | 222. | 46.  | 79.  | 207. |
| UCI World Tour | -    | -    | 158. | -    | -    | -    | 86.  | 130. |
|                |      |      |      |      |      |      |      |      |
| Fonte: UCI     |      |      |      |      |      |      |      |      |